# Phuthaditjhaba
Phuthaditjhaba (voorheen ook: Witsieshoek) was de hoofdstad van het voormalig Zuid-Afrikaans thuisland QwaQwa. De stad ligt in de Vrijstaat, tussen de Drakensbergen en Malutibergen. Zij staat bekend om haar handwerk, en heeft tegenwoordig (2011) circa 55.000 inwoners, die voornamelijk deel uitmaken van de Kgolokwe- en de Tlokwa-stam die beide tot het Sotho-volk horen.
De naam betekent "ontmoetingsplaats" in de taal van de Sothos.

## Subplaatsen
Het nationaal instituut voor de statistiek, Stats SA, deelt sinds de census 2011 van Phuthaditjhaba in 12 zogenaamde subplaatsen (sub place):
| Naam subplaats    | Inwoners | Oppervlakte (km²) |
| ----------------- | -------- | ----------------- |
| Boitekong         | 759      | 0,21              |
| Phuthaditjhaba A  | 25593    | 8,06              |
| Phuthaditjhaba B  | 1141     | 1,05              |
| Phuthaditjhaba C  | 232      | 2,46              |
| Phuthaditjhaba D  | 1035     | 1,22              |
| Phuthaditjhaba H  | 2074     | 0,70              |
| Phuthaditjhaba-H  | 1508     | 0,47              |
| Phuthaditjhaba K  | 1672     | 0,83              |
| Phuthaditjhaba L  | 2274     | 0,47              |
| Phuthaditjhaba N  | 3274     | 0,72              |
| Phuthaditjhaba SP | 14123    | 7,14              |
| Phuthaditjhaba J  | 976      | 0,48              |